# SIN3A
A proteína com hélices emparelhadas anfipáticas (SIN3A) é uma proteína codificada nos humanos pelo gene SIN3A.
A proteína codificada por este gene é um regulador da transcrição. Contém domínios de hélices emparelhadas anfipáticas (PAH), que desempenham um papel importante na interacção proteína-proteína e podem mediar a repressão exercida pelo complexo Mad-Max.

## Interacções
Foi mostrado que SIN3A é capaz de interagir com:
- CABIN1[4]
- HBP1,[5]
- HDAC1,[6][7][8][9][10][11][12][13][14][15][16][17][18][19]
- HDAC9,[20][21]
- Histona deacetilase 2,[6][8][22][9][23][14][15]
- HCFC1,[24][25]
- IKZF1,[20][26][27]
- ING1,[19]
- KLF11,[28][29]
- MNT,[30]
- MXD1,[5][31][32]
- MBD2,[33]
- NCOR2,[34][18]
- OGT,[35]
- PHF12,[36]
- PML,[37]
- RBBP4,[38][39]
- RBBP7,[39][19]
- SAP130,[8]
- SAP30,[8][39][13][36][19][40]
- SMARCA2,[41]
- SMARCA4,[41][19]
- SMARCC1,[41][19]
- SUDS3,[8][42]
- TAL1,[43]  and
- ZBTB16.[44][45][46]